# La Fontsanta
|  | Per a altres significats, vegeu «Fontsanta». |

La Fontsanta és un barri de la ciutat de València, part del districte de l'Olivereta, a l'extrem occidental de la ciutat. És un barri petit que forma una L entre el carrer de Tres Forques, l'avinguda de Tres Creus, el barri de la Llum i el terme de Xirivella. Deixa al nord-oest el barri de la Llum, a l'est, el de Tres Forques i al nord, el de Soternes; al sud, hi ha el polígon industrial de Vara de Quart, i a l'oest, el terme de Xirivella. El 2008 tenia 3.723.
La fita amb el barri de la Llum és al carrer de la Casa de la Misericòrdia. Comparteix amb aquest molts serveis, tots situats però a la Fontsanta: un col·legi, un institut de FP i BUP, l'Hospital General de València i dos centres d'esport. Mentrestant, el centre comercial Gran Turia, tot i estar situat ja al terme de Xirivella, és el molt rellevant al barri per la seua importància comercial. L'esmentada Casa de la Misericòrdia, situada a l'extrem sud-oest del barri, és un nexe important d'activitats per al barri, que inclou el suara dit institut, un centre territorial de la UNED i terrenys esportius.
Este barri va ser construït per donar habitatge als damnificats de la riuada de 1957 que havien perdut la seua casa. En aquell temps, el barri estava separat del bloc urbà de la ciutat i estava envoltat d'horta i de l'Hospital General, però, amb el creixement de la ciutat, el barri arribà a formar una continuïtat urbana amb aquesta.
A pesar d'haver estar construït per a damnificats, la part més vella del barri mostra una arquitectura modèlica, ja que els edificis tenen quatre plantes i són estrets, de manera que els pisos tenen forma de quadrat i dos costats oposats donen directament al carrer, cosa que fa que tinguen molta llum natural. A més, entre els edificis hi ha jardins, amb la qual cosa el barri té un percentatge de superfície enjardinada molt superior a la resta de la ciutat, a pesar que els jardins estan molt descuidats pels serveis municipals.

## Transport
La Fontsanta és vinculada amb la Ronda Sud de València i amb la V-30 o autovia de circumval·lació, que voreja el riu fins a la mar.
El barri és servit per les línies 70, 71, 73 i 81 i el nitbús N5 de l'EMT de València. També té molt prop l'estació de metro Nou d'Octubre, per la qual passen les línies 3 i 5.